# ديفيد كولير (عالم سياسة)
ديفيد كولير (بالإنجليزية: David Collier)‏ هو عالم سياسة أمريكي، ولد في 17 فبراير 1942 في شيكاغو في الولايات المتحدة.